# Грампластинка

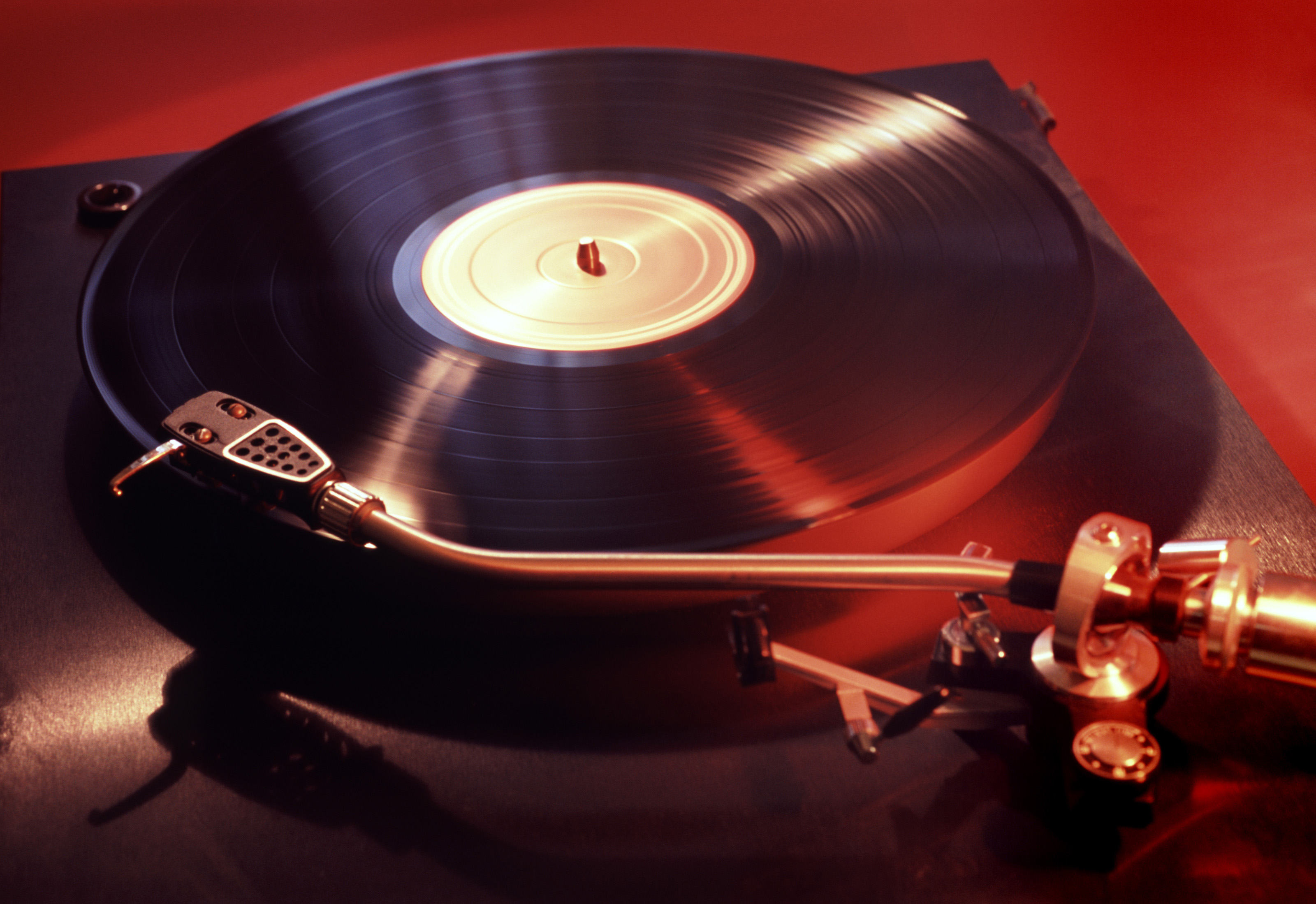
Грампластинка во время воспроизведения электрофоном

Гра́мпласти́нка (от граммофо́нная пласти́нка, чаще просто пласти́нка) — аналоговый носитель звуковой информации — диск, на одной или на обеих сторонах которого нанесена непрерывная спиралеобразная канавка (звуковая дорожка).

## Физический принцип действия
Вертикальный профиль звуковой дорожки модулирован звуковой волной.
Для «проигрывания» грампластинок — воспроизведения звука — используются специально предназначенные для этой цели аппараты: граммофоны, патефоны, электропроигрыватели и электрофоны.
При движении по дорожке грампластинки игла звукоснимателя проигрывателя вибрирует, поскольку форма дорожки, зависящая от записанного сигнала, неравномерна в плоскости пластинки вдоль её радиуса и перпендикулярно направлению движения иглы. Вибрации иглы передаются либо мембране, которая непосредственно воспроизводит звук, либо преобразователю механических колебаний в электрические, выходной сигнал которого подаётся на усилитель.
Главным достоинством грампластинки было удобство массового тиражирования путём горячей прессовки, кроме того, грампластинки не подвержены действию электромагнитных полей. Долгое время (примерно с конца XIX и до конца XX века) грампластинка была самым популярным носителем музыкальных записей, недорогим, пригодным для массового тиражирования, обеспечивающим высокое качество звукозаписи и пригодным для воспроизведения на относительно простой и дешёвой аудиоаппаратуре.
Недостатками грампластинки были: подверженность влиянию изменений температуры и влажности, механическим повреждениям (появление царапин), а также неизбежному при постоянном использовании износу (снижение и потеря аудиохарактеристик). Кроме того, грампластинки обеспечивают меньший динамический диапазон, чем более поздние по времени появления форматы хранения звукозаписей.

## Историческая справка
Самым примитивным прообразом грампластинки можно считать музыкальную шкатулку, в которой для предварительной записи мелодии используется металлический диск или барабан, на который нанесена глубокая спиральная канавка. В определённых местах канавки делаются точечные углубления — ямки, расположение которых соответствует мелодии. При вращении диска (барабана), приводимого в движение часовым пружинным механизмом, специальная металлическая игла скользит по канавке и «считывает» последовательность нанесённых точек. Игла скреплена с мембраной, которая при каждом попадании иглы в канавку издаёт звук.
Старейшей звукозаписью в мире считается запись, сделанная в 1860 году. Исследователи из группы изучения истории звукозаписи First Sounds обнаружили её 1 марта 2008 года в парижском архиве и смогли проиграть звуковую запись народной песни, сделанную французским изобретателем Эдуаром Леоном Скоттом де Мартенвилем с помощью устройства, в 1860 году названого им «фоноавтограф». Длительность аудиозаписи составляет 10 секунд и представляет собой отрывок из французской народной песни. Фоноавтограф процарапывал звуковые дорожки на закопчённом листе бумаги.

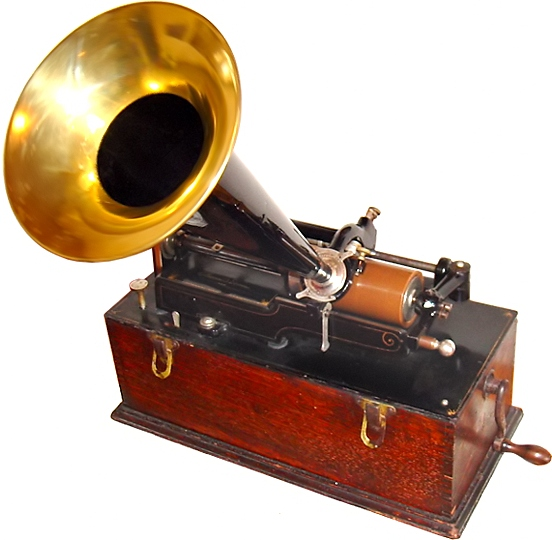
Фонограф Томаса Эдисона, 1899 год

В 1877 году французский учёный Шарль Кро впервые научно обосновал принципы записи звука на барабан (или диск) и его последующего воспроизведения. В середине того же года молодой американский изобретатель Томас Эдисон изобрёл и запатентовал прибор «фонограф», в котором звук записывается на цилиндрический валик, обёрнутый оловянной фольгой (или бумажной лентой, покрытой слоем воска) при помощи иглы (резца), связанной с мембраной, — игла вычерчивает на поверхности фольги винтовую канавку переменной глубины. Для проигрывания аудиозаписи использовалась бамбуковая игла, заточить которую можно было при помощи специальных щипцов. Фонограф Эдисона с восковым валиком не получил широкого распространения ввиду сложности копирования сделанной аудиозаписи, быстрого износа валиков и плохого качества воспроизведения.
В 1887 году американский инженер Эмиль Берлинер предложил использовать для записи носитель в форме пластинки-диска. Работая над своей идеей, Берлинер сначала построил и опробовал прибор Шарля Кро, предложенный за 20 лет до того, применив пластинку-диск из цинка вместо хромовой. Эмиль Берлинер, заменив валики дисками, сделал возможным создание металлических матриц, с которых можно было штамповать копии, и таким образом тиражировать грампластинки. Одна такая матрица давала возможность напечатать целый тираж — не менее 500 пластинок, что значительно снижало расходы на производство грампластинок, и, следовательно, стоимость единичной грампластинки. В этом состояло главное преимущество грампластинок Эмиля Берлинера по сравнению с восковыми валиками Эдисона, которые с большим трудом поддавались тиражированию. В отличие от фонографа Эдисона, Берлинер для записи звука разработал специальный аппарат — рекордер, а для воспроизведения звука создал другой — граммофон, на который и был получен патент 26 сентября 1887 года. Вместо глубинной записи Эдисона Берлинер применил поперечную, при которой игла оставляла извилистый след постоянной глубины. В XX веке мембрана была заменена микрофонами, преобразующими звуковые колебания в электрические, и электронными усилителями.
В 1892 году был разработан способ гальванического тиражирования с позитива цинкового диска, а также технология прессования грампластинок из эбонита при помощи стальной печатной матрицы. Но эбонит стоил довольно дорого и в скором времени был заменён композиционной массой на основе шеллака — воскоподобного вещества, вырабатываемого тропическими насекомыми из семейства лаковых червецов, обитающих в юго-восточной Азии. Пластинки стали качественней и дешевле и, следовательно, доступнее, но их главным недостатком была малая механическая прочность — по хрупкости они были близки к стеклу. Шеллачные пластинки выпускались до середины XX века, пока не были вытеснены более дешёвыми и небьющимися т. н. виниловыми — из винилита (сополимера винилхлорида и винилацетата). Название полимера послужило причиной возникновения широко распространённого заблуждения, будто бы пластинки делались из чистого поливинилхлорида. Но это не так — чистый поливинилхлорид по механическим свойствам (твёрдость и износостойкость) не пригоден для изготовления грампластинок.
Одной из первых настоящих грампластинок стала пластинка, выпущенная в 1897 году фирмой Victor в США.

### Первая революция

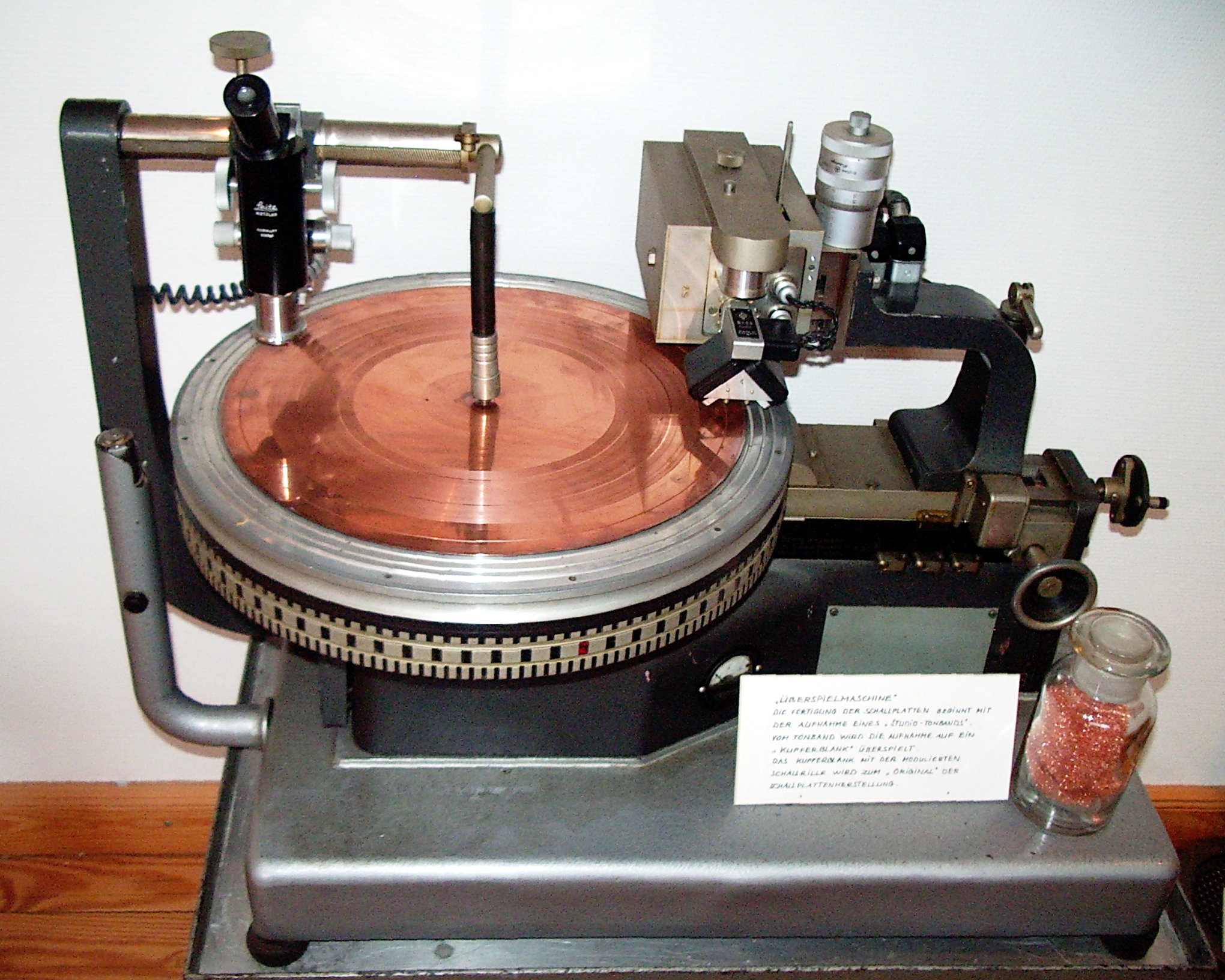
Рекордер для записи на медный мастер-диск (Германия, начало 1930-х гг.). Справа — суппорт с резаком, слева — микроскоп для визуального контроля записываемой звуковой дорожки.

Первые серийные грампластинки имели диаметр 6,89 дюймов (175 мм) и назывались 7-дюймовыми. Этот старейший стандарт появился ещё в начале 1890-х годов. Обозначаются такие грампластинки как «7″», где «″» — знак дюйма. В начале своей эволюции грампластинки имели высокую частоту вращения и бо́льшую ширину дорожки, что значительно снижало длительность звучания — всего 2 минуты на одной стороне.
Двусторонними грампластинки стали в 1903 году благодаря разработкам фирмы «Одеон». В этом же году появились первые 12-дюймовые (12″) грампластинки реальным диаметром 11,89″ (300 мм). До начала 1910-х годов на них выпускали в основном отрывки из произведений музыкальных классиков, так как на них помещалось в общей сложности не более пяти минут звучания.
Третьим стал размер 10 дюймов (10″), или 250 мм. На десятидюймовых пластинках помещалось в полтора раза больше аудиоматериала, чем на стандартную 7-дюймовую. К 1940 году этот размер стал наиболее популярным. Стандартная частота вращения грампластинки в то время была равна 78 об/мин. Аудиодорожка было правонаправленная, спираль Архимеда, пластинка вращалась по часовой стрелке.
Четвёртый формат (в СССР использовался вплоть до середины 1960-х годов для производства обычных и долгоиграющих дисков) — 8 дюймов (8″), или 185 мм.
Три основных типоразмера пластинок — 12″, 10″ и 7″ — традиционно называются соответственно «гигант», «гранд» и «миньон».

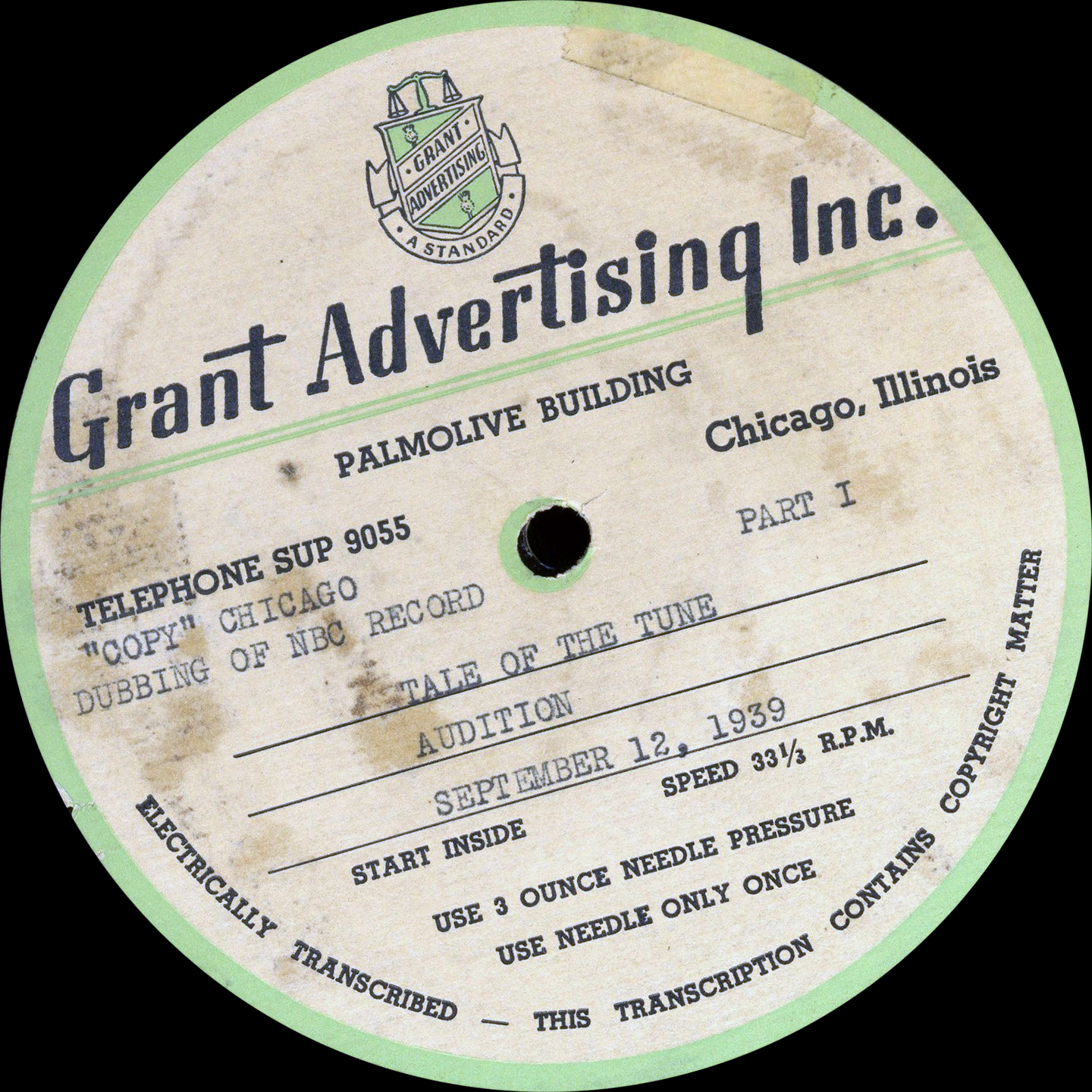
Transcription disc 16 дюймов на 33⅓ выпуска 1939 года с началом проигрывания от середины диска к краю

Также существовал формат пластинки 16″ (ок. 40 см). Это были диски для проигрывания записей на радиостанциях, так называемые Transcription disc. Частота вращения таких дисков составляла 33⅓ об/мин. Начали производить их ещё в 1930-х годах. К 1940 году использовались для сопровождения звукового кино.
«Жизнь» первых пластинок была недолгой — первые звукосниматели весили около 180-250 граммов и быстро разрушали аудиодорожку (около 100-120 проигрываний до полного износа). Позднее, в эру переносных граммофонов - патефонов, количество проигрываний одной стороны пластинки увеличилось до 300-350, за счёт облегчения звукоснимателей, которые могли весить, в разных модификациях, от 90 (сист. Адикаевских, Кооп. ф-ка г. Красногвардейск. СССР), 110 (Коломенский з-д, ордена Ленина з-д Молот, завод г. Молотов, 1й Лен. Грам. з-д, Владимирский з-д. СССР) до 140 (HMV 5a. Британия; Симский з-д, Тизприбор НКТП ВОТИ, Харьковский з-д. СССР) граммов. Стальные иглы необходимо было менять после каждого проигрывания стороны, чем иногда пренебрегали, и при использовании уже играных игл пластинка портилась ещё быстрее. Иногда, чтобы продлить жизнь любимых произведений, на некоторые пластинки записывали с обеих сторон одну и ту же дорожку.
В конце 1920-х годов произошла первая революция в мире грамзаписи, когда вместо способа записи через рупор стали пользоваться электроакустическим методом — запись через микрофон. За счёт уменьшения искажений частотный диапазон расширился со 150—4000 Гц до 50—10000 Гц.
В 1930-х годах пластинки выпускались с одной композицией на одной стороне, и часто один концерт одного исполнителя продавался комплектом пластинок в несколько единиц, — обычно в картонных или, реже, кожаных коробках. Из-за внешнего сходства таких коробок с фотоальбомами их стали называть record albums («альбомы с записями»). Уже позже появится термин «аудиоальбом»…

### Вторая революция

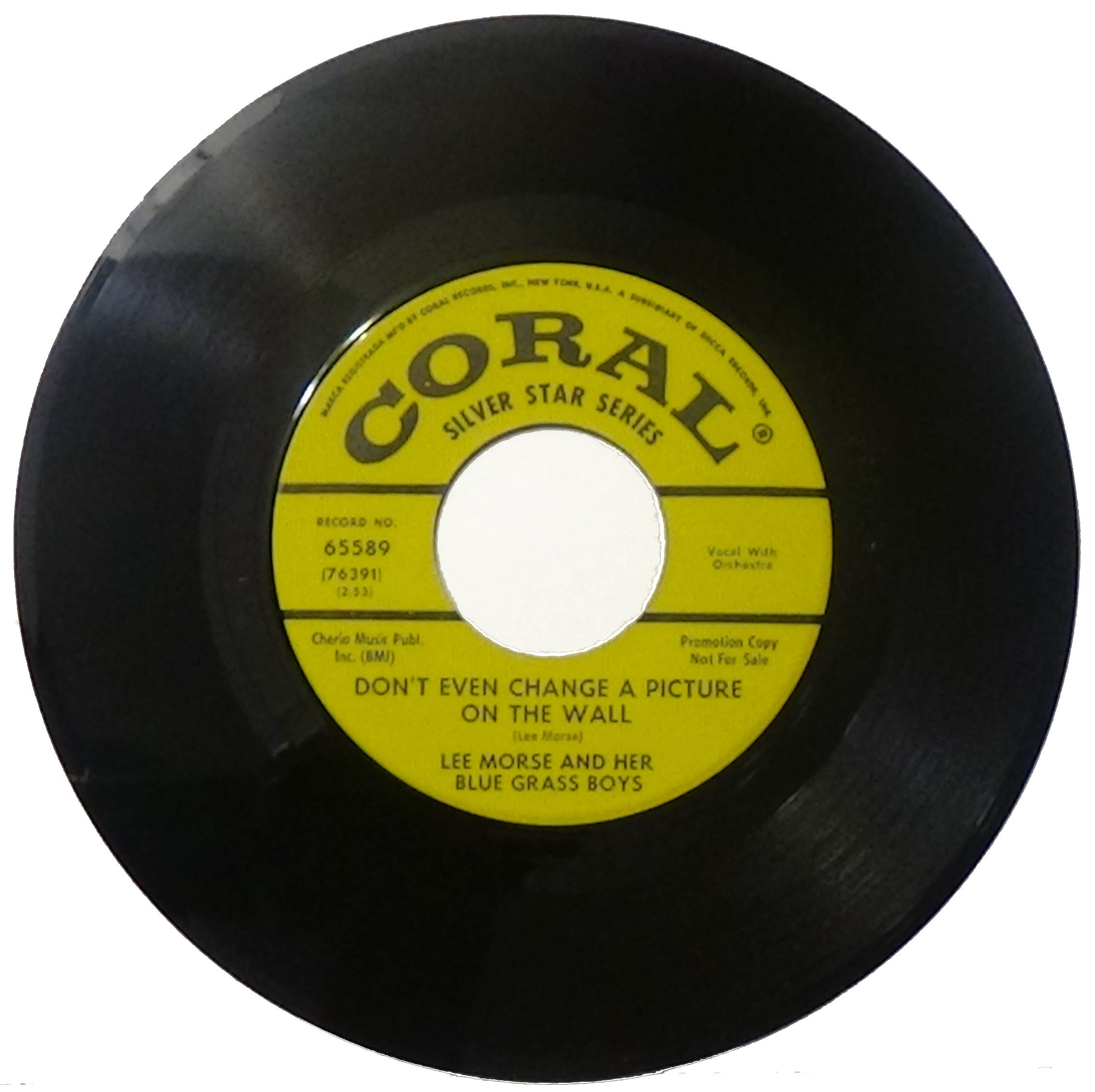
Сингл, записанный на пластинке с частотой вращения 45 об/мин

В 1948 году крупнейшая по тем временам и одна из старейших фирм грамзаписи США «Columbia Records» впервые выпустила так называемую долгоиграющую пластинку, или Long Play (LP), рассчитанную на частоту вращения 33⅓ об/мин. Способы увеличения длительности звучания применялись и ранее — например, во время Второй мировой войны в США выпускались «V»-диски. Выпуск долгоиграющих пластинок был продиктован, в основном, конкурентной борьбой с магнитными аудионосителями. Чтобы конкурировать по цене с адиолентами или не потерять в качестве звучания, был изобретён новый материал — винилит, известный также как винил. Это новшество дало возможность значительно расширить диапазон записываемых и, следовательно, воспроизводимых частот до 50—16 000 Гц, полностью сохранить тембр звука, а также увеличить динамический диапазон записи до 50—57 дБ, снизить уровень шумов и намного продлить качественное звучание.
Долгоиграющие пластинки типа LP предназначались только для электроакустического воспроизведения с помощью электропроигрывателей и электрофонов. Именно появление электрических звукоснимателей, работавших с усилителем, позволило значительно уменьшить прижимную силу (до 1-2 г у высококачественных головок магнитного типа, несколько больше у пьезоэлектрических) и дало возможность сделать иглу более тонкой, в результате чего удалось уменьшить ширину канавки, снизить частоту вращения диска и, следовательно, износ пластинки.

#### Синглы-сорокапятки
В 1949 году фирма RCA разработала собственный альтернативный стандарт грампластинки диаметром 175 мм с центральным отверстием диаметром 38,24 мм (1,5″) и частотой вращения 45 об/мин. Наибольшее применение они нашли в музыкальных автоматах и были распространены в основном в США. Такие пластинки часто изготавливались со стандартным отверстием диаметром 7,24 мм (для обычных проигрывателей) и с просечками по диаметру 38,24 мм. По этим просечкам можно было выломать центральную часть и получить большое отверстие. Как правило, в комплектацию советских электрофонов входила насадка-адаптер — надеваемая на ось опорного диска «шайба» с наружным диаметром 38,24 мм. Нередко такая насадка-адаптер одновременно служила и штатным очистителем грампластинок от пыли, как это было у многих электрофонов марки «Россия», — чистящая поверхность была на днище насадки-адаптера, и она же повышала сцепление насадки-адаптера с опорным диском электрофона при использовании насадки-адаптера в качестве именно насадки-адаптера.

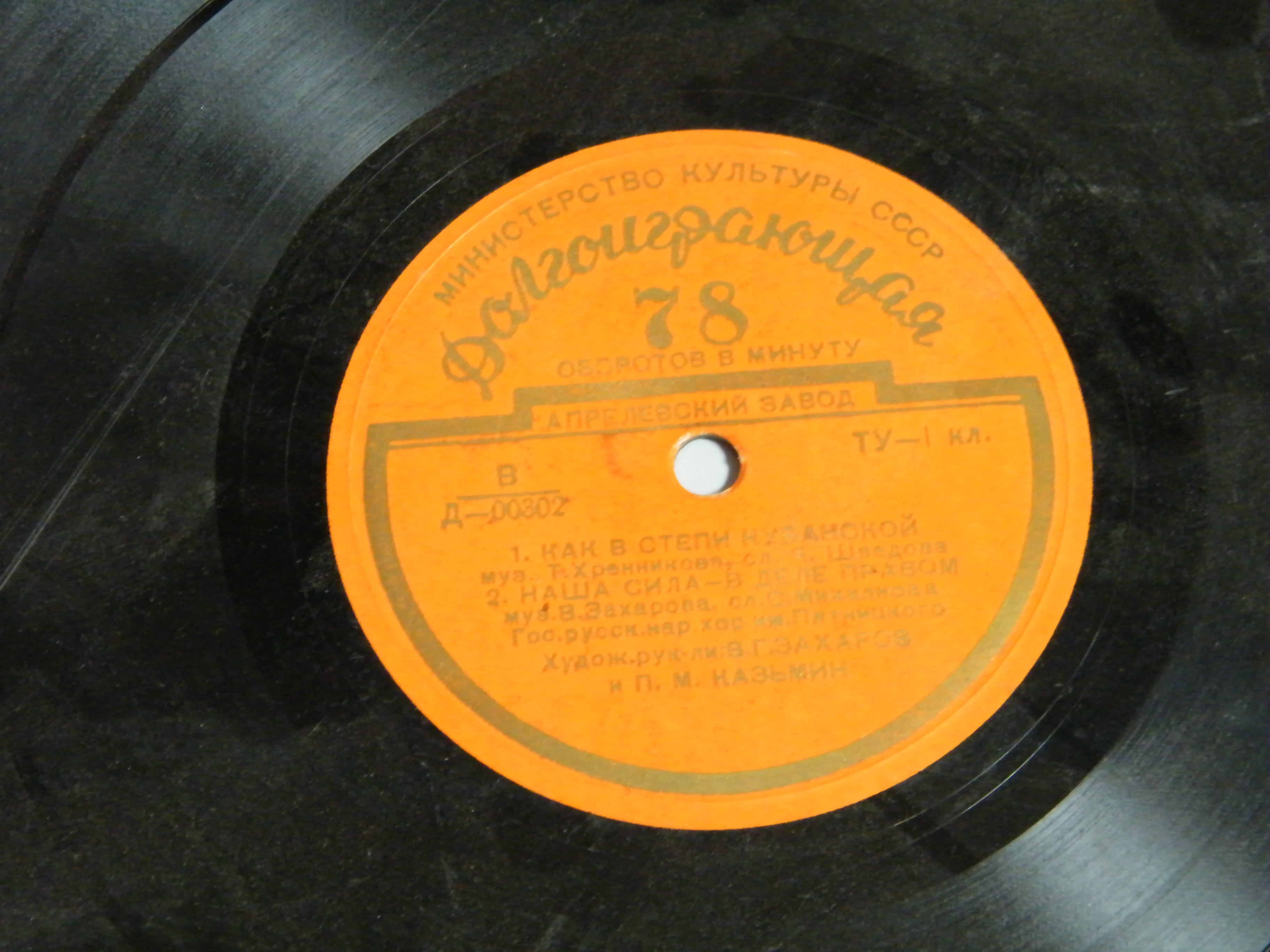
Советская долгоиграющая пластинка на 78 оборотов в минуту, 1952 год

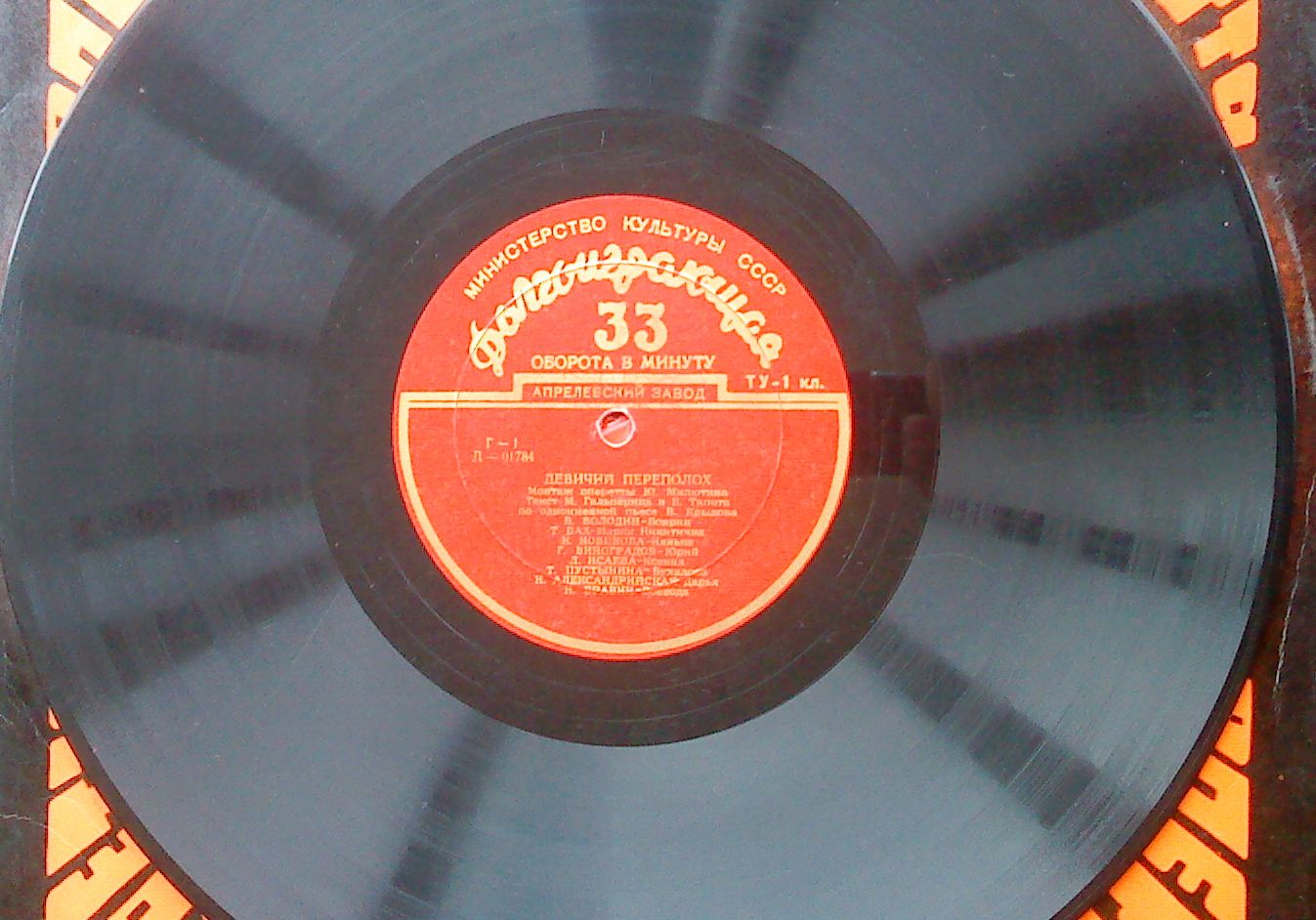
Советская долгоиграющая пластинка на 33 оборота в минуту, 1956 год

В зависимости от содержимого для грампластинок на 45 об/мин использовались названия Single, Maxi-Single или Extended Play (EP).
В СССР первые долгоиграющие грампластинки выходили со значениями частоты вращения 78 и 33 об/мин. Увеличение продолжительности первых было достигнуто за счёт сужения дорожек, рассчитанных уже не на патефонную мембрану, а на лёгкий электрический звукосниматель, но всё равно время воспроизведения одной стороны не превышало 7 минут. В СССР первая долгоиграющая пластинка на 33⅓ оборота была выпущена в 1951 году (Д-1-2, П. Чайковский. Сюита № 1, соч. 43 (дирижёр А. Гаук). В том же году в мире появились уже долгоиграющие пластинки на 33⅓ об/мин с переменным шагом записи, позволившие увеличить длительность воспроизведения ещё на 30% (по отношению к долгоиграющим пластинкам на 33⅓ об/мин с постоянным шагом записи). В СССР долгоиграющие пластинки на 33⅓ об/мин с переменным шагом записи (и одновременно более узкой адиодорожкой) стали выпускаться с 1956 года.
С появлением долгоиграющих грампластинок с частотой вращения 45 и 33⅓ об/мин стали сокращаться тиражи обычных патефонных (78 об/мин), и к концу 1960-х годов их производство было окончательно свёрнуто (в СССР последняя патефонная пластинка выпущена в 1971 году).
В СССР с начала 1950-х и до середины 1970-х «гранд» был наиболее распространённым форматом долгоиграющей пластинки. Матричные номера долгоиграющих дисков, в отличие от обычных, обрели буквенный индекс «Д» («долгоиграющая») — использовался для монофонических дисков) с обозначением скорости проигрывания (33Д, 45Д). После 1956 года ранее выпущенные пластинки переиздавались с новых матриц и маркировались индексом «НД» с сохранением старого номера. С появлением стереофонических дисков им присваивался индекс «С» (33С, 45С). По принятой до 1975 года нумерации «винилового» каталога ВСГ «Мелодия» (и её предшественников с 1951 года) «гранду» присваивался номер по форме XXД(C)—ХХХХХ, диску-гиганту — XXД(C)—0ХХХХХ, пластинке 8″ — XXД(С)00ХХХХХ, миньону — XXД(C)—000ХХХХХ. До начала 1970-х годов практиковался выпуск одних и тех же пластинок параллельно в двух вариантах — моно и стерео. Потом отдельные монодиски производить перестали, и до 1975 года стереофонические пластинки, производившиеся с улучшенной совместимостью с монопроигрывателями, обозначались индексом «СМ» (стерео-моно).
Для дисков, выпускавшихся со второго квартала 1975 года, принцип индексации был изменён. По новой системе первые три знака номера пластинки означали следующее:
- индекс «С» или «М» — стерео или моно;
- второй по счёту индекс (цифры от 0 до 9) символизировал жанровую принадлежность записи;
- третий индекс (цифры от 0 до 2) служил для обозначения формата пластинки: 0 — гигант, 1 — гранд, 2 — мини (миньон) (производство долгоиграющих 8″-дисков было прекращено в середине 1960-х годов).

Впрочем, к этому времени формат «гранд» был почти вытеснен более вместительным «гигантом» и использовался только для детских записей.

### Настоящее время

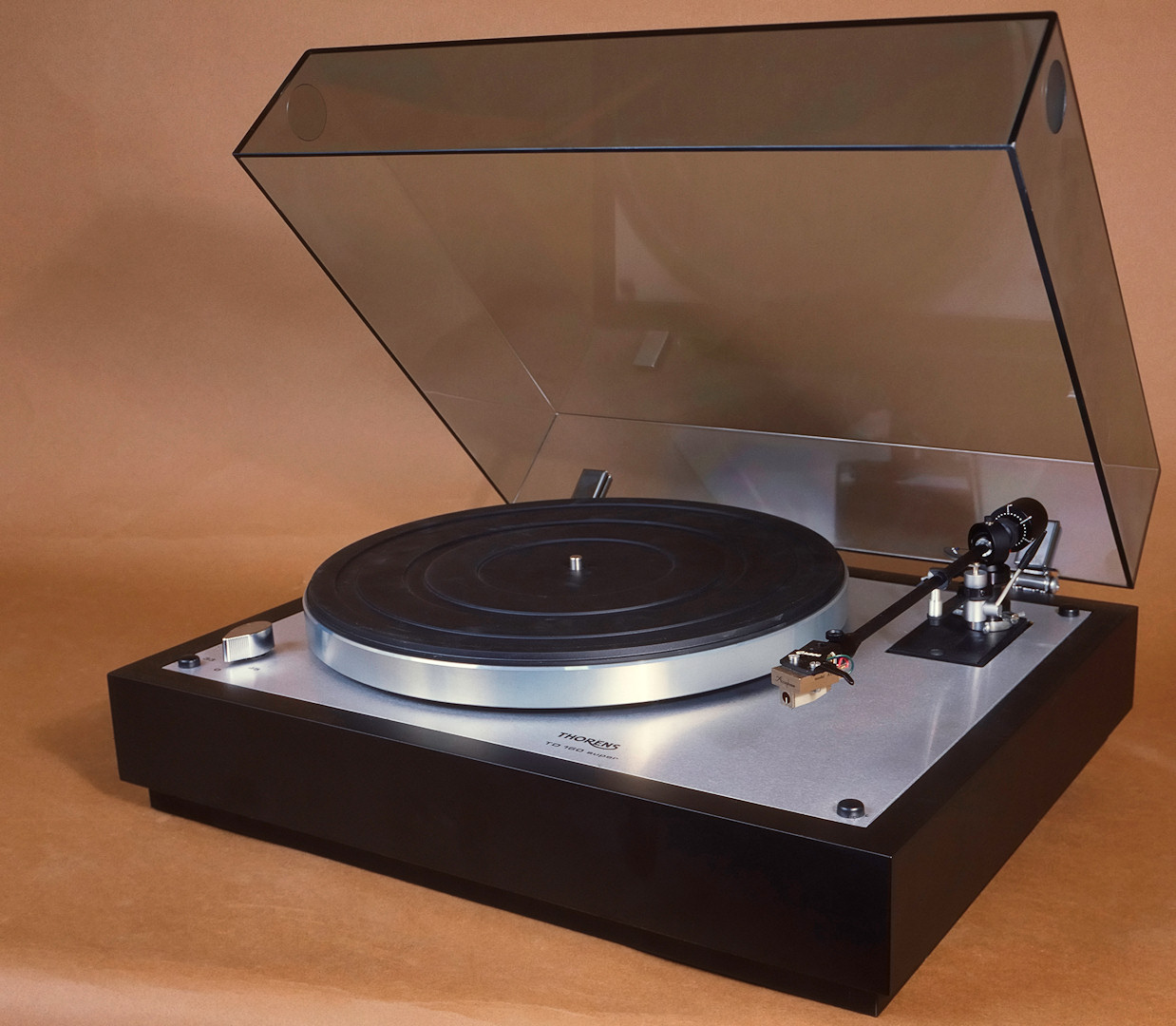
Современный проигрыватель пластинок

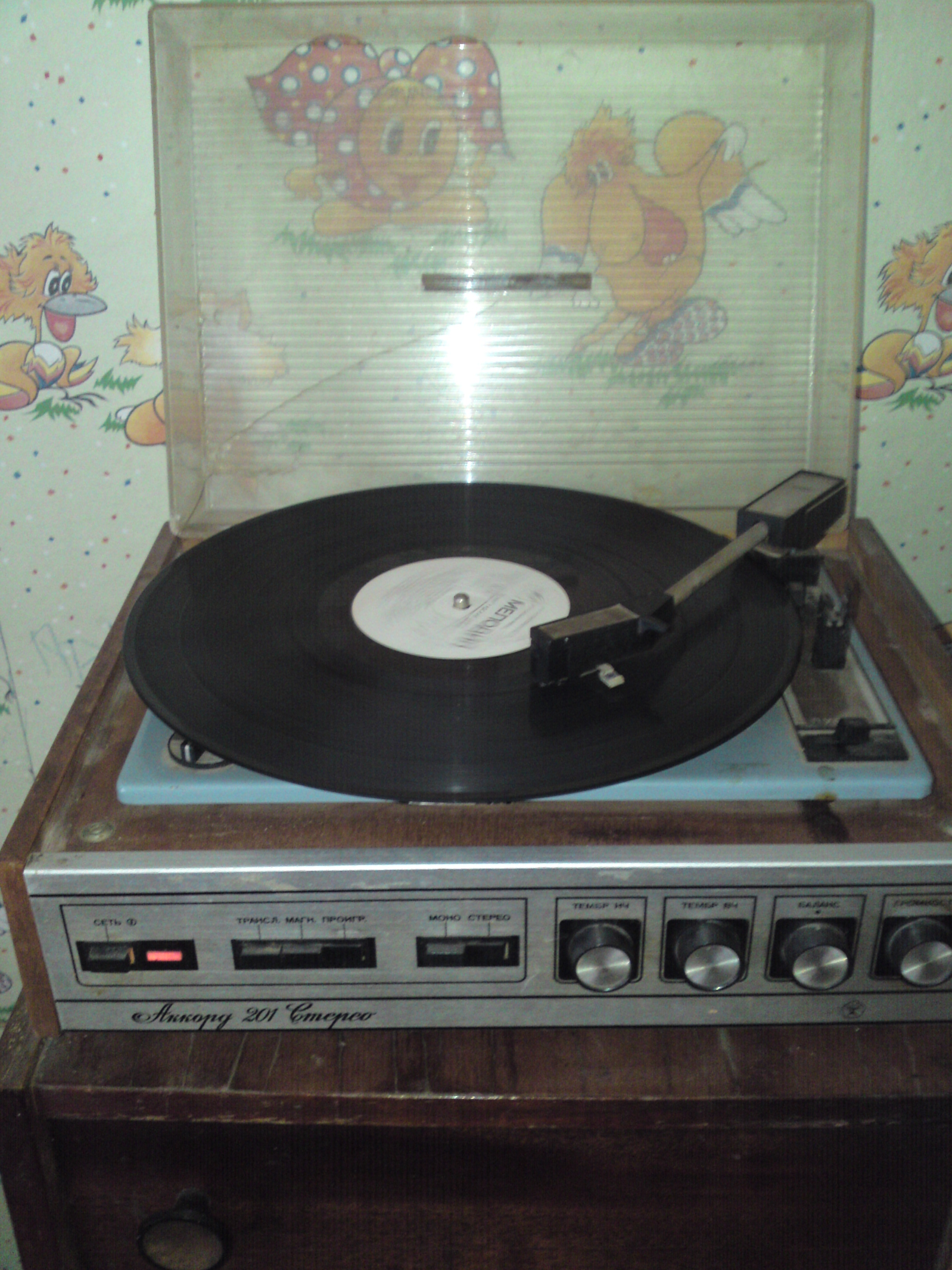
Проигрыватель 2 класса «Аккорд-201» 1974 года выпуска

К концу XX века начался спад производства грампластинок и их проигрывателей, не в последнюю очередь из-за развития рынка музыкальных компакт-дисков. В СССР использование грампластинок продолжалось вплоть до его распада, — вплоть до середины 1990-х годов пластинки производили бывшие филиалы госкомпании «Мелодия» в бывших союзных республиках, полностью перешедшие в коммерческие структуры, хотя и уже значительно меньшими тиражами. Последние массовые тиражи грампластинок на территории бывшего СССР относятся к 1993-94 гг.

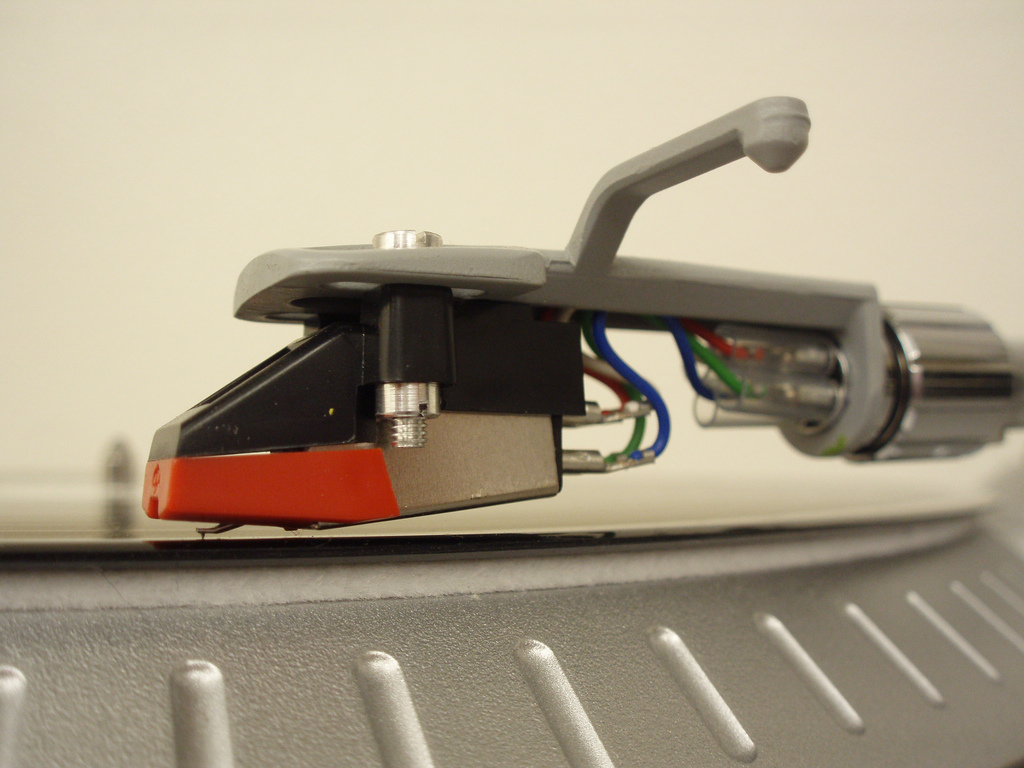
Электромагнитная головка звукоснимателя электрофона

В определённых областях виниловые долгоиграющие стереофонические грампластинки диаметром 30 см (англ. LP) используются до сих пор:
- для диджейской работы и экспериментов в области звука;
- поклонниками данного вида звукозаписи (в том числе аудиофилами);
- любителями старины и коллекционерами.

На современных пластинках, предназначенных для диджеев, на одну сторону «нарезается» около 12 минут музыки — в этом случае расстояние между канавками значительно больше, пластинка более износостойкая, не боится царапин и неосторожного обращения. Кроме того, для скретча выпускаются специальные пластинки, на которых записан не звук, а специальный синхросигнал, подаваемый на компьютер, что позволяет расширить возможности диджея — например, использовать звуковые фрагменты, записанные непосредственно во время исполнения.
Космический аппарат «Вояджер-1» несёт на борту грампластинку с записью звуков земной цивилизации вместе с фонографической капсулой и иглой для воспроизведения записи. Выбор такого способа хранения звука продиктован его надёжностью и естественностью, — простота устройства придаёт ему надёжности, — что дает основания ожидать, что любая технически развитая цивилизация сможет быстро создать проигрыватель для воспроизведения данной записи.

#### Рост производства в начале XXI века
Неожиданный «виниловый ренесанс» случился в начале XXI века. По данным RIAA, продажи винила после снижения в 2005 году вновь показывают достаточно устойчивый рост.
Начиная с 2006 года продажи виниловых пластинок растут каждый год: так, в 2007 г. рост продаж составил 37 % (и это на фоне 20 % спада продаж компакт-дисков в том же году). 
В 2009 году, по оценкам одной из крупнейших американских исследовательских компаний Nielsen SoundScan, только в США было продано 2 млн виниловых пластинок; в 2012 году там было продано уже 4,6 млн грампластинок, что на 17,7 % больше, чем в 2011 году.
В 2013 году продажи в США составили 6,1 млн пластинок; кроме США, эффект был заметен в Великобритании и Австралии. 
В 2016 году в Великобритании было продано более 3,2 миллиона пластинок (в 2007 году, при наименьшей популярности винила, в стране было продано чуть более 200 тыс. пластинок).
Однако грампластинки по-прежнему составляют незначительную часть рынка музыкальных записей (2 % в США в 2013 году против 57 % для компакт-дисков).
В продажах грампластинок играет роль как ностальгия (в 2010 году лидером продаж был альбом «Битлз» Abbey Road), так и другие неясные факторы: первые два места в 2013 году заняли новые альбомы Random Access Memories (Дафт Панк) и Modern Vampires of the City (Vampire Weekend). Теории новой популярности грампластинок включают как желание слышать более «богатый» и «тёплый» «ламповый» звук, так и сознательное отрицание цифрового мира.
Кроме того, немаловажную роль в «виниловом ренессансе» играет городская легенда о том, что современные дешёвые проигрыватели компакт-дисков не очень качественно воспроизводят звук (на самом деле 16-битное квантование, используемое в компакт-дисках, значительно превосходит качество грампластинок (эквивалентное примерно 11 битам для наиболее качественной штамповки))[уточнить].
Грампластинка как элемент культуры
Бартманский и Вудвард объясняют продолжающуюся притягательность грампластинок нетехническими причинами:
- изменчивость смысла, позволяющая разным группам слушателей вкладывать в пластинки свои ассоциации;
- чувства преемственности, достоверности и «клёвости[англ.]». Так, поскольку большое количество значимых для аудиофилов альбомов было первоначально выпущено на грампластинках, прослушивание их в этом виде создаёт ощущение сопричастности;
- неидеальность и не-массовость, вытекающая из процессов производства и хранения грампластинок. Хрупкость грампластинок становится их преимуществом, если интерпретируется как чисто человеческая слабость, в отличие от безличных цифровых записей, которые можно скопировать или удалить нажатием нескольких клавиш;
- механические ограничения проигрывателей, поощряющие групповое и ритуалистическое прослушивание.

## Типы

### Жёсткие пластинки

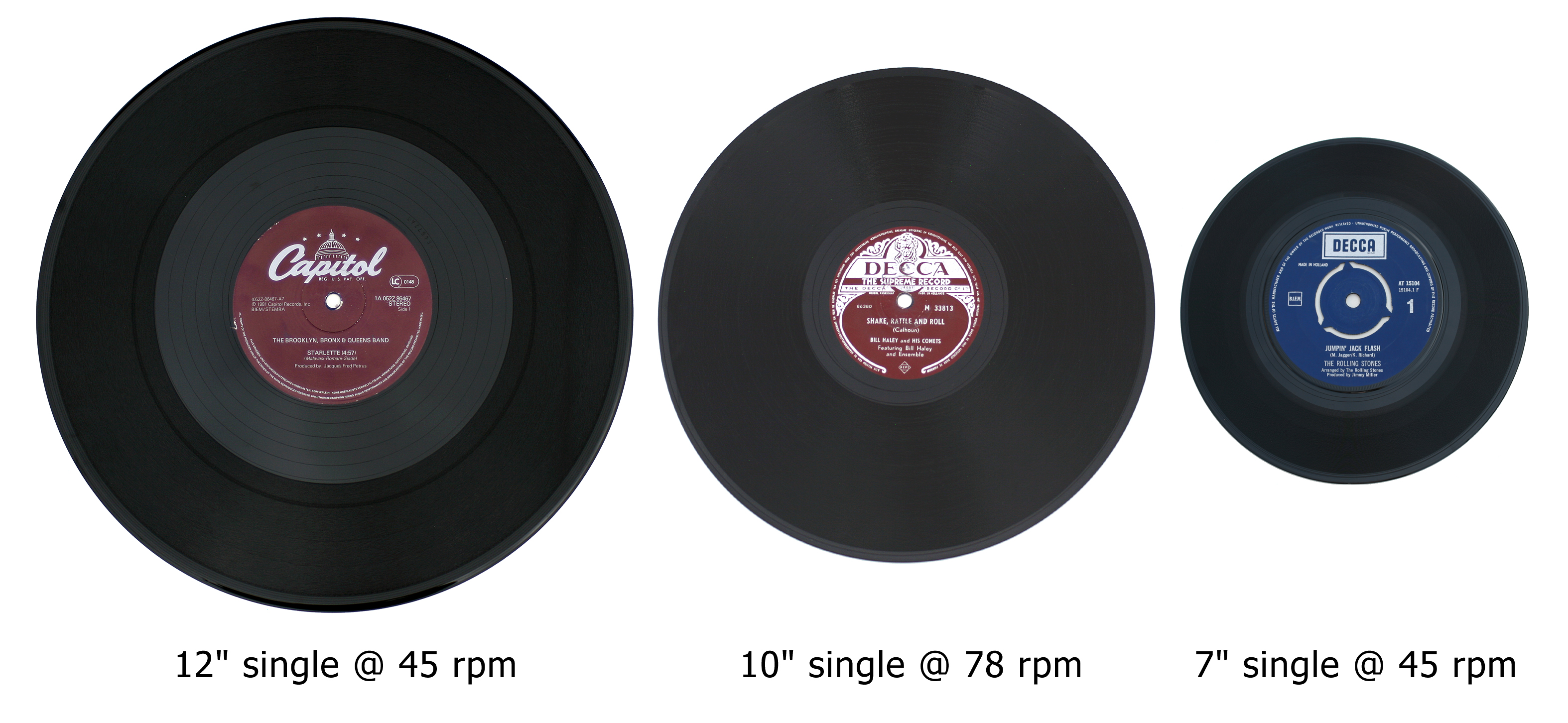
Различные типоразмеры грампластинок: 30 см (45 об/мин), 25 см (78 об/мин) и 17,5 см (45 об/мин). У последней можно выломать центральное «яблоко», чтобы получить отверстие диаметром 38,24 мм для проигрывателей-автоматов

Сам по себе термин «жёсткие» применительно к грампластинкам используется редко, потому что обычно под грампластинками, если нет уточнений, подразумеваются именно жёсткие грампластинки. Ранние грампластинки чаще всего называют «шеллачными» (по материалу изготовления), или «патефонными» (по распространённому устройству для их проигрывания). Шеллачные пластинки — толстые (до 3 мм), тяжёлые (до 220 г) и хрупкие. Прежде чем проигрывать такие пластинки на относительно современных электрофонах, необходимо убедиться, что их тонарм снабжён сменной головкой или поворотной иглой с маркировкой «78», а опорный диск проигрывателя может вращаться на соответствующей скорости.
Патефонные пластинки необязательно сделаны именно из шеллака — по мере развития технологий их стали изготавливать из синтетических смол и пластмасс. В СССР в начале 1940-х годов появились пластинки на 78 об/мин, на которых были размещены пометки «Хлорвиниловая», «ПХВ-П» и «Бесшеллачная». Последняя «бьющаяся» грампластинка была выпущена на Апрелевском заводе в 1971 г.
Обычно под виниловыми пластинками подразумеваются более поздние, рассчитанные на воспроизведение на электропроигрывателях, а не на механических граммофонах, и на частоту вращения 33⅓ об/мин или (реже) 45 об/мин.

### Гибкие пластинки

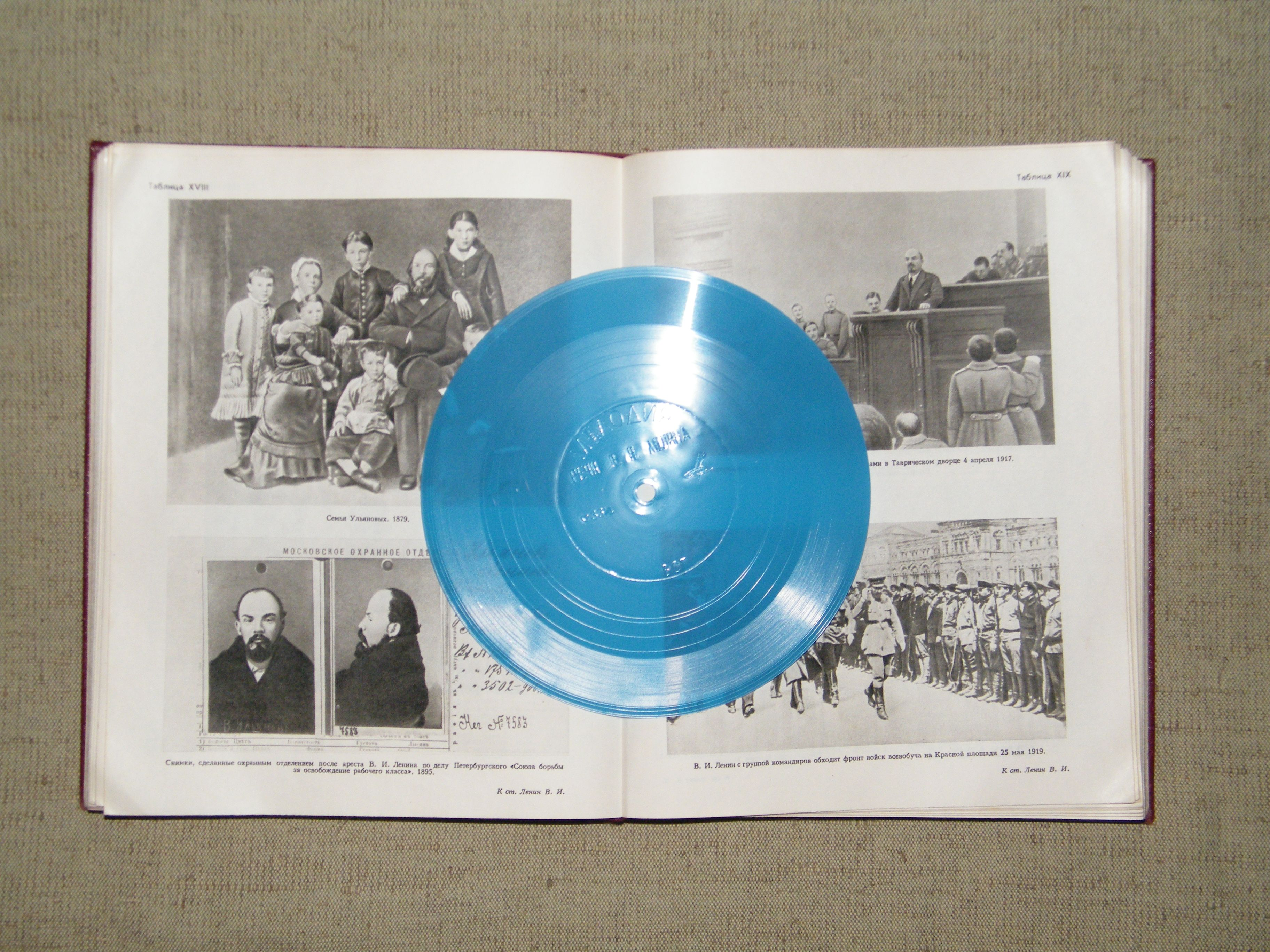
Гибкая грампластинка диаметром 17,5 см (33⅓ об/мин) — приложение к 14-му тому Большой советской энциклопедии (третье издание) с речами Ленина

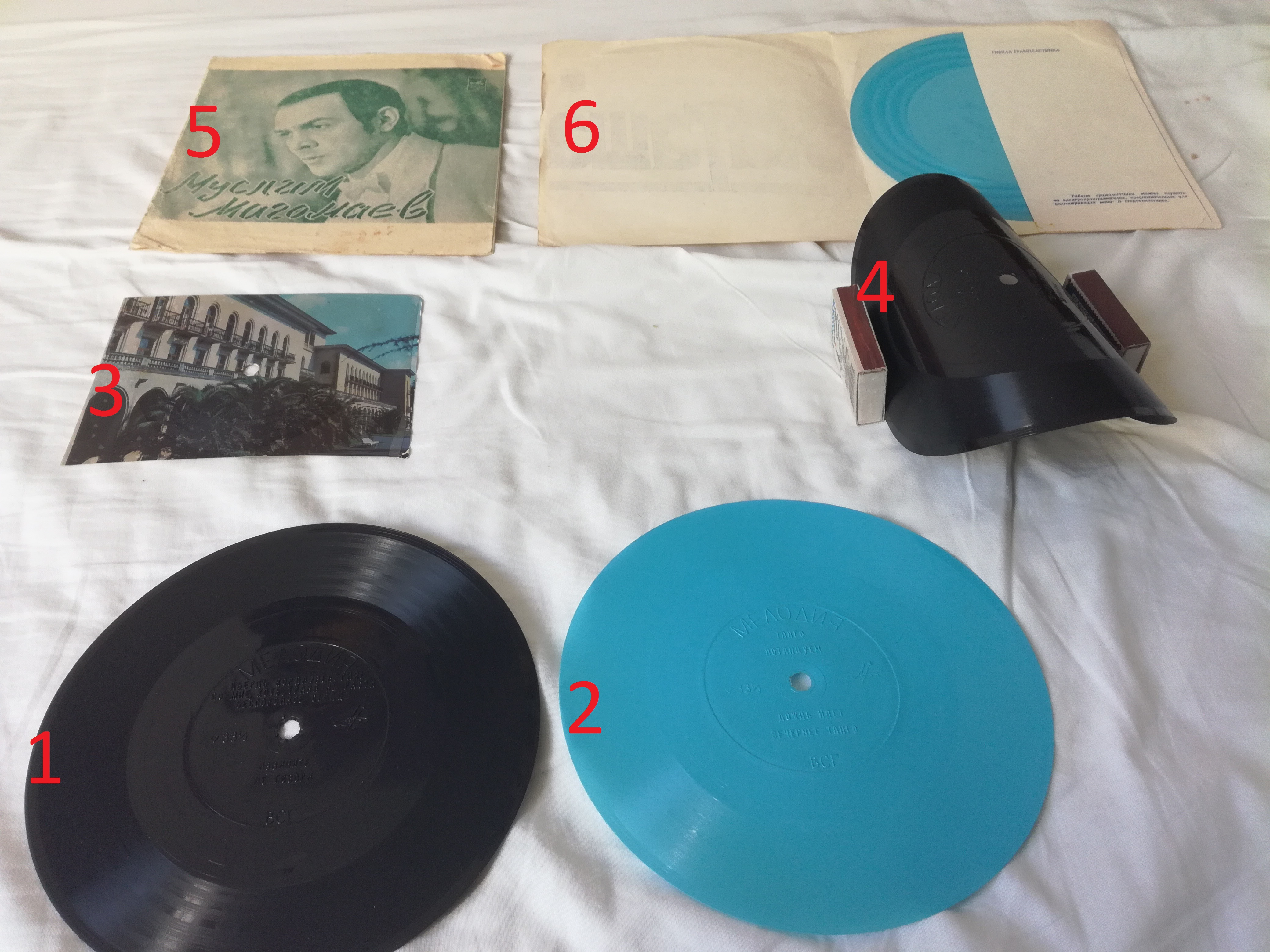
Гибкие грампластинки СССР:
1 — Пластинка чёрного цвета
2 — Пластинка бирюзового цвета
3 — Звуковой сувенир
4 — Демонстрация гибкости пластинки
5 — Конверт от гибкой грампластинки
6 — Развёрнутый конверт

Гибкие пластинки, на которых записывалась эстрадная музыка, были широко распространены в СССР. Они отличались небольшим размером и обычно вмещали всего 4 песни — по 2 на каждой стороне. Такие пластинки с музыкальными записями также часто выпускались в виде приложения к молодёжным журналам и вкладывались между страниц. Два наиболее известных примера такого издания — журнал «Кругозор», в каждом номере которого до 1992 года выходило по шесть гибких грампластинок, и детский журнал «Колобок», где было размещено по две пластинки.
Материал, из которого изготовлялись гибкие пластинки — ПВХ-плёнка.
Гибкими пластинками также являются записи на старых рентгеновских снимках («музыка на рёбрах»).
Также ранее выпускались гибкие пластинки-открытки. Такие сувениры отправлялись по почте и содержали помимо записи рукописные поздравления. Они встречались двух разных видов:
- Состоявшие из гибкой пластинки прямоугольной или круглой формы с односторонней записью, скреплённой с полиграфической карточкой-основой с отверстием в центре. Как и гибкие пластинки, они имели ограниченный рабочий диапазон частот и время звучания.
- Дорожки пластинки пропечатывались на лаковом слое, покрывающем фотографию или открытку. Качество звука было ещё ниже, чем на гибких грампластинках (и основанных на них открытках), долго такие пластинки не хранились из-за коробления и пересыхания лака. Зато такие пластинки могли быть записаны самим отправителем: существовали рекордеры, увидеть один из которых в работе можно в фильме «Карнавальная ночь».

Имеются редкие пластинки-приложения, которые вкладывались в компьютерные журналы в конце 1970-х годов и на которых были записаны компьютерные программы (в дальнейшем, до массового распространения дискет, для этих целей использовались компакт-кассеты). Этот стандарт пластинок назывался Floppy-ROM, на такую гибкую пластинку при частоте вращения 33⅓ об/мин вмещалось до 4 КБ данных.

### Сувенирные и декоративные пластинки

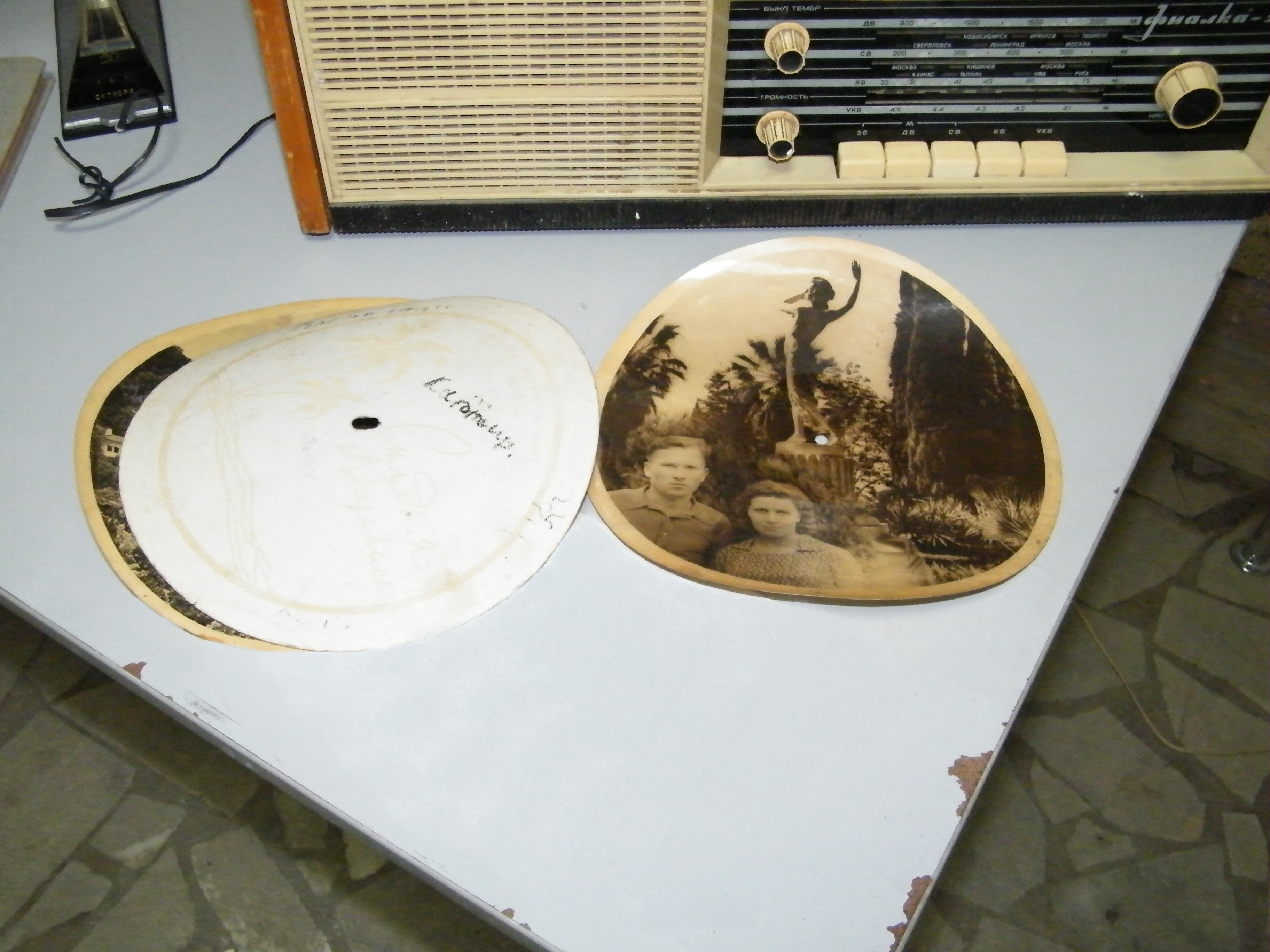
«Звуковой сувенир» — фотокарточка с грамзаписью. Их изготавливали в присутствии заказчика маленькие лабораторные или полукустарные студии звукозаписи в курортных городах СССР.

Привычный цвет грампластинок — чёрный, но выпускаются и разноцветные. Существуют также грампластинки, где под прозрачным слоем с дорожками находится красочный слой, повторяющий рисунок конверта или заменяющий информацию на нём (как правило, это дорогостоящие коллекционные издания). Декоративные пластинки могут быть квадратными, шестиугольными, в виде пильного диска для циркулярной пилы, в форме животных, птиц и т. п. В 2017 году американская группа Slightly Stoopid выпустила пластинку из гашиша. Тираж 2 экземпляра. Стоимость каждой 7 тысяч долларов США.

### Кустарные пластинки. «Музыка на костях»

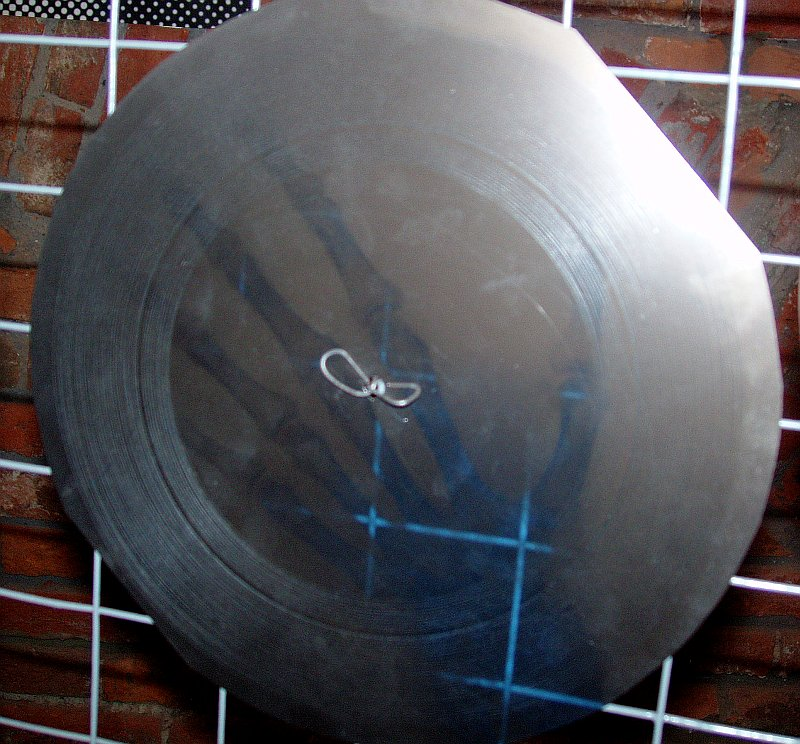
Грамзапись на рентгеновской плёнке

В 1950-х и 1960-х годах в СССР энтузиасты, изготовившие самодельный рекордер, записывали музыкальные произведения, которые не распространялись фирмой «Мелодия» официально из-за отказа художественного совета «Мелодии» одобрить покупку лицензии и тиражирование на территории СССР музыки по идеологическим или политическим причинам. Записывались кустарные пластинки на крупноформатных рентгеновских плёнках. Отсюда пошло выражение «Джаз на костях» (также такие «самодельные» грамзаписи в обиходе назывались «рёбрами» или «записями на рёбрах», — большинство рентгенограмм составляли рентгенограммы грудной части человеческого тела). В те годы записи многих западных певцов и музыкальных коллективов можно было послушать только на таких подпольных пластинках. Продажа таких записей считалась спекуляцией. В наши дни продажа самодельных не своих записей считается «пиратством».
Изготовление кустарных пластинок на рентгеновской плёнке с целью обойти цензуру было налажено не только в СССР. Например, запрещённые записи можно было купить на варшавском рынке в социалистической Польше.
Из-за высыхания эмульсии плёнки подобные грампластинки со временем скручивались, и в целом были недолговечными. Для борьбы со скручиванием такую пластинку следует хранить в конверте с обычной патефонной или виниловой пластинкой.
Такой оригинальный способ звукозаписи нашёл своё отражение и в искусстве. В пьесе Виктора Славкина «Взрослая дочь молодого человека» (1979) стиляга 1950-х Прокоп находит старую запись: «Берцовая кость с переломом шейки бедра в двух местах… Парни, да эту же пластинку в музей надо. Молодежь ведь не знает, что у нас первые джазовые пластинки на рентгеновских снимках записывались. Джаз на костях! Музыка на ребрах! Скелет моей бабушки!». В песне Виктора Цоя «Когда-то ты был битником» есть слова: «Ты готов был отдать душу за рок-н-ролл, извлечённый из снимка чужой диафрагмы». Также в песне «Мой старый блюз» лидера московской акустической группы «Бедлам» (конец 1990-х — 2002 гг.) Виктора Клюева есть слова: «Пластинка „на костях“ ещё цела, но не понять уже отдельных фраз».
Сам процесс записи «на костях» продемонстрирован в фильме «Стиляги» (первоначальное название — «Буги на костях») 2008 года.
В 1960-х годах в Ростове-на-Дону умельцы умудрились наладить нелегальное производство виниловых грампластинок.
Как только в продаже появились доступные по цене магнитофоны, кустарная грамзапись практически исчезла.

### Типоразмеры
Три основных типоразмера (по диаметру) пластинок:
- 12″ (300 мм) — «гигант»,
- 10″ (250 мм) — «гранд»,
- 7″ (175 мм) — «миньон»,

со средней продолжительностью звучания одной стороны (при 33⅓ об./мин) 20—24, 13—15 и 7—8 минут соответственно.
В 1966—1969 годах компания «Филко» выпускала грампластинки карманного формата со средней продолжительностью звучания одной стороны 3 минуты 30 секунд, диаметром 4 дюйма (100 мм) — Pocket Disc. Такую пластинку, благодаря её размеру, можно было отправить в обыкновенном почтовом конверте или носить с собой в кармане.
Ранее, в 1930-х — 1940-х годах, существовал формат пластинки в 16″ (около 40 см) с частотой вращения 33⅓ об./мин, так называемый Transcription disc, для проигрывания записей на радиостанциях.

## Форматы записи

### Монофонические пластинки
Исторически первыми появились пластинки с монофонической записью (один звуковой канал). Подавляющее большинство таких пластинок имело поперечную — также берлинеровскую — запись, при которой игла звукоснимателя колеблется влево-вправо. Однако на заре эры грамзаписи выпускались и пластинки с глубинной — («эдисоновской») — записью, где игла ходила вверх-вниз. Некоторые граммофоны имели возможность поворота головки с мембраной на 90°, что позволяло им проигрывать оба типа грампластинок.
Первые серийно производимые монофонические грампластинки имели частоту вращения 78 об/мин, затем появились пластинки, рассчитанные на 45 и 33⅓ об/мин (для музыки) и 16⅔ и 8½ об/мин (для речи).
Монофонические пластинки производства СССР маркировались знаком треугольника или квадрата. На ранних грампластинках и проигрывателях числовое значение частоты вращения указывалось внутри геометрической фигуры. Иногда числовое значение частоты вращения приводилось без маркировки.

### Стереофонические пластинки

Схема движения иглы звукоснимателя в зависимости от типа записи

В монофонических грампластинках профили левой и правой стенок V-образной звуковой дорожки не отличаются, а в стереофонических (два звуковых канала, для правого и левого уха) правая стенка дорожки промодулирована сигналом первого канала, а левая — сигналом второго канала. Стереофоническая головка звукоснимателя имеет два чувствительных элемента (пьезокристалла или электромагнитных катушки), расположенных под углом в 45° к поверхности пластинки (и под 90° друг к другу) и соединённых с иглой так называемыми толкателями. Механические колебания, которые игла воспринимает от левой или правой стенки звуковой дорожки, возбуждают электрический сигнал в соответствующем ей звуковом канале проигрывателя. Такая схема была теоретически обоснована английским инженером Аланом Блюмлейном ещё в 1931 году, но практически реализована была только в 1958 году. Именно тогда первые стереопластинки современного образца были впервые продемонстрированы на Лондонской выставке звукозаписывающей аппаратуры.
Согласно патенту, сигнал для левого канала отражён в профиле левой стенки канавки (той, которая ближе к оси вращения диска), а сигнал для правого канала в правой стенке, при этом результирующее перемещение иглы параллельно плоскости пластинки отражает сумму левого и правого каналов, а перемещение иглы по вертикали отражает их разность. При проигрывании монофонической фонограммы игла движется в основном параллельно плоскости пластинки.
Стереопроигрыватели могут воспроизводить и монофонические записи, в этом случае они воспринимают их как два одинаковых канала.
В ранних экспериментах по записи стереосигнала на одну дорожку пробовали совместить более традиционную поперечную и глубинную записи: один канал формировался на основе горизонтальных колебаний иглы, а другой — на основе вертикальных. Но при таком формате записи качество одного канала существенно уступало качеству другого, и от него быстро отказались.
Большинство стереофонических пластинок записано при частоте вращения 33⅓ об/мин при ширине звуковой дорожки 55 мкм. Ранее (особенно в ряде стран за пределами СССР) широко выпускались пластинки с частотой вращения 45 об/мин. В США были особенно популярны их компактные варианты, предназначенные для использования в музыкальных автоматах с автоматической сменой или выбором пластинки. Они были пригодны и для воспроизведения на бытовых проигрывателях. Для записи речевых фонограмм выпускались грампластинки с частотой вращения 8⅓ об/мин и длительностью звучания одной стороны до полутора часов. На территории СССР такие пластинки, как, впрочем, и музыкальные автоматы встречались редко.
Стереопластинки существуют трёх диаметров: 175, 250 и 300 мм, что обеспечивает среднюю продолжительность звучания одной стороны (при 33⅓ об./мин) 7—8, 13—15 и 20—24 минуты. Длительность звучания зависит от плотности нарезки аудиоканавок. На одну сторону плотно нарезанной пластинки можно уместить до 30 минут музыки, но игла на таких пластинках может прыгать и вообще будет неустойчива. Также грампластинки с уплотнённой записью быстрее изнашиваются по причине более узких стенок аудиоканавок.

### Квадрофонические пластинки
На квадрофонических пластинках записана информация на четырёх (двух фронтальных и двух тыловых) аудиоканалах, что позволяет передать объём музыкального произведения. Данный формат получил некоторое, довольно ограниченное, распространение в 1970-х годах. Количество альбомов, выпущенных в таком формате, было весьма невелико (к примеру, была выпущена квадроверсия знаменитого альбома The Dark Side of the Moon группы Pink Floyd (1973 г.), а также альбома Machine Head группы Deep Purple), а их тиражи ограничены. Это было связано с необходимостью применения для их воспроизведения малораспространённых и дорогостоящих специальных проигрывателей и усилителей на 4 канала. К 1980-м годам данное направление было свёрнуто.
В СССР первый и единственный эксперимент по освоению четырёхканального звучания состоялся в 1980 году, когда был записан и выпущен альбом группы «Яблоко» под названием «Кантри-фолк-рок-группа „Яблоко“» (КА90—14435-6). Пластинка стоила дороже, чем обычная — 6 рублей (стереопластинка-гигант с эстрадной музыкой стоила тогда 2 рубля 15 копеек, выпущенная по зарубежной лицензии — несколько дороже), а общий тираж составил 18 000 экземпляров.

### Особые форматы
В свободном пространстве между витками спирали звуковой дорожки может быть расположена другая информация, например, дополнительная  „скрытая“ дорожка.

## Государственный стандарт ГОСТ-5289 в СССР
4 апреля 1950 года взамен ОСТ 23018-39 Всесоюзным Комитетом Стандартов был утверждён новый ГОСТ-5289 («Пластинки граммофонные»), внесённый Комитетом по делам искусств при Совете Министров СССР. Вступил в силу с 1 января 1951 года.
| Условное обозначение формата пластинки | Наружный диаметр | Диаметр отверстия | Средняя толщина, не более | Масса (г), не более |
| Условное обозначение формата пластинки | мм               | мм                | мм                        | Масса (г), не более |
| -------------------------------------- | ---------------- | ----------------- | ------------------------- | ------------------- |
| Ф25 (10 дюймов)                        | 250±1            | 7+0,1             | 2,1                       | 200                 |
| Ф30 (12 дюймов)                        | 300±1            | 7+0,1             | 2,3                       | 300                 |

23 января 1956 года взамен ГОСТ 5289-50 Комитетом стандартов, мер и измерительных приборов был утверждён новый ГОСТ 5289-56 («Пластинки граммофонные»), внесённый Министерством культуры СССР и вступивший в силу 1 июля 1956 года. Он закрепил появление в советской грамзаписи долгоиграющих пластинок, в том числе дисков диаметром 8 дюймов, которые были предшественниками миньонов.
| Условное обозначение формата пластинки | Наружный диаметр (мм) | Диаметр отверстия (мм) | Толщина (мм), не более | Толщина (мм), не более | Масса (г), не более | Масса (г), не более |
| Условное обозначение формата пластинки | Наружный диаметр (мм) | Диаметр отверстия (мм) | для обычных            | для долгоиграющих      | для обычных         | для долгоиграющих   |
| -------------------------------------- | --------------------- | ---------------------- | ---------------------- | ---------------------- | ------------------- | ------------------- |
| Ф20 (8 дюймов)                         | 200±1                 | 7+0,1                  | 1,9                    | 1,8                    | 120                 | 90                  |
| Ф25 (10 дюймов)                        | 250±1                 | 7+0,1                  | 2,7                    | 2,2                    | 200                 | 160                 |
| Ф30 (12 дюймов)                        | 300±1                 | 7+0,1                  | 3,0                    | 2,6                    | 300                 | 250                 |

5 ноября 1961 года взамен ГОСТ 5289-56 Комитетом стандартов, мер и измерительных приборов был утверждён новый ГОСТ-5289-61 («Пластинки граммофонные»), внесённый Государственным комитетом по радиовещанию и телевидению при Совете Министров СССР и вступивший в силу 1 июля 1962 года. Он отразил начало выпуска советской промышленностью стерео-записей, а также 7-дюймовых миньонов (в том числе в формате 45 об/мин), заменивших 8-дюймовые пластинки, которые некоторое время продолжали выпускаться, но только в качестве 78-оборотных шеллачных дисков.
| Типы пластинок                                  | Частота вращения (об/мин) | Формат          | Формат       | Диаметр этикеток (мм) | Масса (г), не более |
| Типы пластинок                                  | Частота вращения (об/мин) | Обозначения     | Диаметр (мм) | Диаметр этикеток (мм) | Масса (г), не более |
| ----------------------------------------------- | ------------------------- | --------------- | ------------ | --------------------- | ------------------- |
| С узкой канавкой (долгоиграющие: моно и стерео) | 33⅓                       | Ф17 (7 дюймов)  | 174          | 92                    | 50                  |
| С узкой канавкой (долгоиграющие: моно и стерео) | 33⅓                       | Ф25 (10 дюймов) | 250          | 100                   | 140                 |
| С узкой канавкой (долгоиграющие: моно и стерео) | 33⅓                       | Ф30 (12 дюймов) | 301          | 100                   | 220                 |
| С узкой канавкой (долгоиграющие: моно и стерео) | 45                        | Ф17 (7 дюймов)  | 174          | 92                    | 50                  |
| С широкой канавкой (только моно)                | 78                        | Ф20 (8 дюймов)  | 200          | 80                    | 110                 |
| С широкой канавкой (только моно)                | 78                        | Ф25 (10 дюймов) | 250          | 80                    | 190                 |

## Изготовление

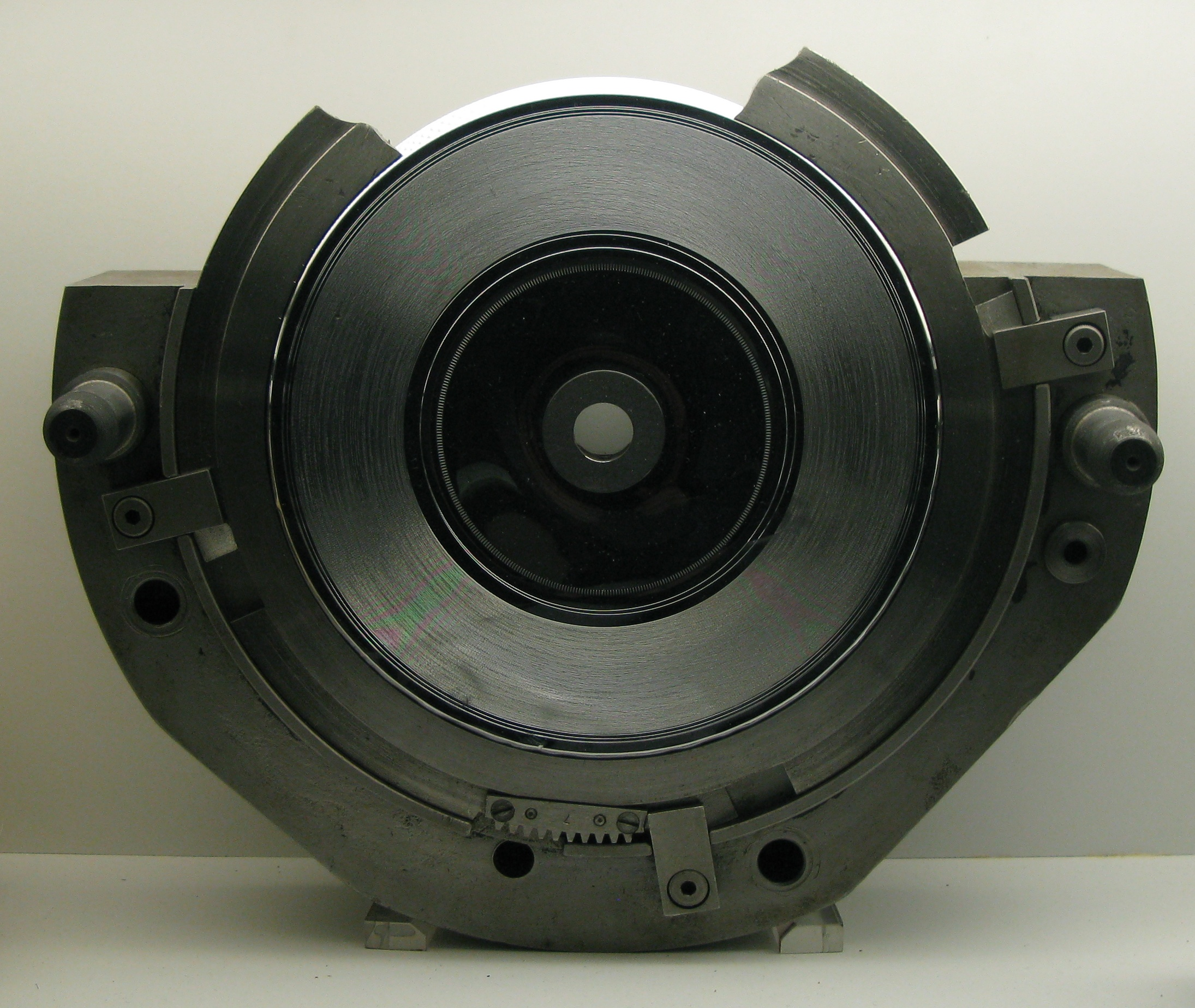
Пресс-форма для штамповки грампластинки

Дорожки старой виниловой пластинки со следами царапин под микроскопом

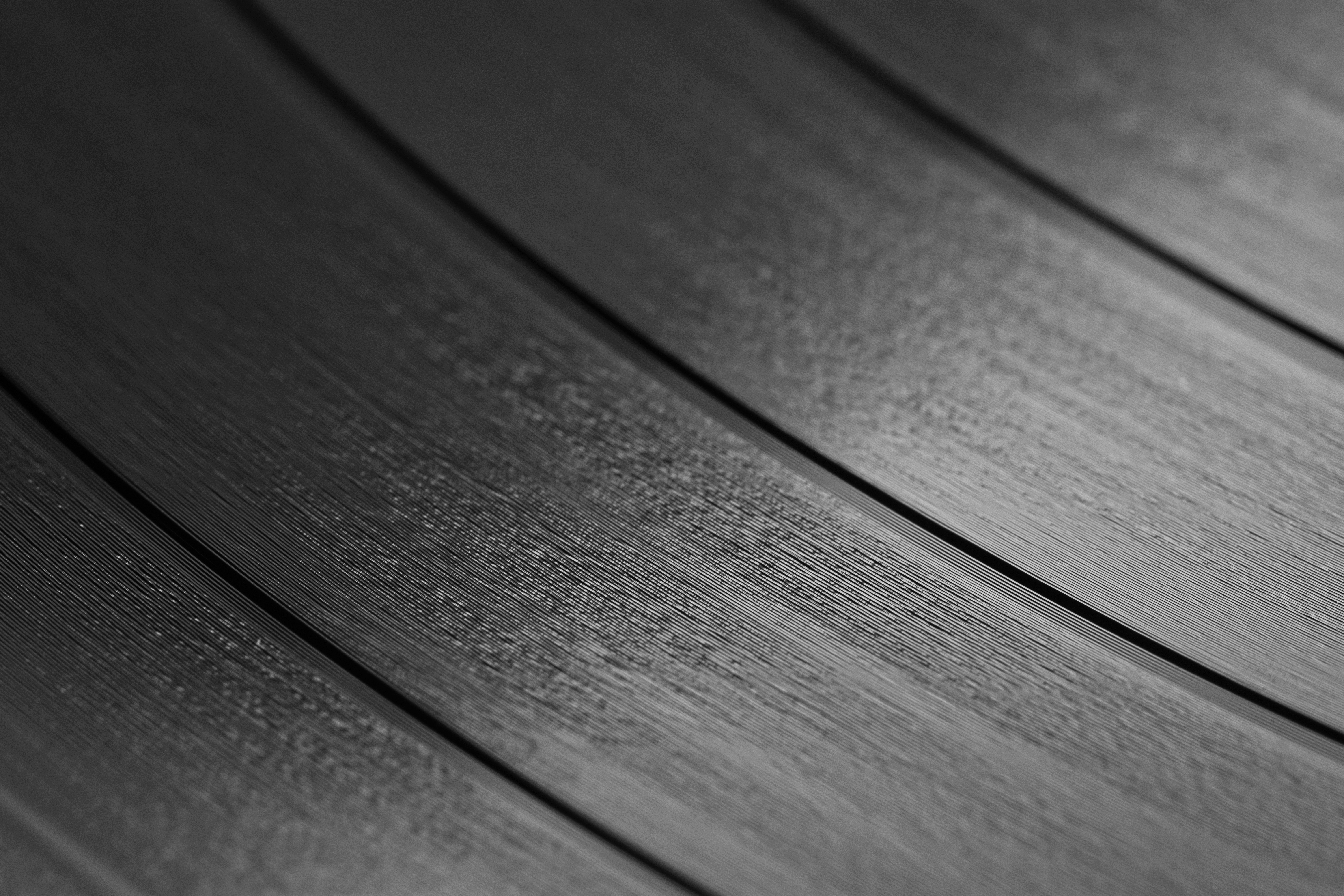
Дорожки с записью одной композиции отделены от другой переходными участками без записи и более крупным шагом дорожки (выглядят тёмными полосками)

Звук с помощью специальной аппаратуры преобразуется в механические колебания резца (чаще всего сапфирового), который нарезает на слое материала спиральную звуковую дорожку. На заре грамзаписи (по меньшей мере до 1940 года) дорожки нарезались на воскоподобном веществе, впоследствии — на слое нитроцеллюлозного лака, нанесённого на алюминиевый диск. В конце 1970-х годов фирмой Teldec была разработана технология DMM (англ. Direct Metal Mastering). В DMM-технологии дорожки формируются на тончайшем слое аморфной меди, покрывающем идеально плоскую ровную стальную подложку. Это позволило значительно повысить точность воспроизведения записанного сигнала, что привело к заметному улучшению качества звучания фонограмм. DMM-технология применяется и по сей день.
С полученного таким образом диска при помощи гальванопластики в несколько последовательных этапов получают необходимое количество никелевых копий как с позитивным, так и с негативным (когда канавки со звуковой дорожкой выглядят, как «горные хребты» — выступы — над поверхностью диска) отображением механической фонограммы. Изготовленные на последнем этапе негативные копии, которые служат основой в процессе прессования виниловых пластинок, называют матрицами (также пресс-матрицами или пресс-формами). Все промежуточные никелевые копии принято называть оригиналами.
Изготовление оригиналов и матриц осуществляется в гальваническом цехе. Электрохимические процессы ведутся в многокамерных гальванических установках с автоматическим ступенчатым регулированием электрического тока и времени наращивания никеля.
Детали пресс-форм изготавливаются на станках с ЧПУ и проходят высокотемпературную пайку в вакуум-печах по специальной технологии. Сами пресс-формы обеспечивают высокую равномерность температурного поля на формующих поверхностях, малую инерционность температурного режима, а значит, и высокую производительность. С помощью одной пресс-формы можно изготовить десятки тысяч грампластинок.
Материал для изготовления современной грампластинки — это особая смесь на основе сополимера винилхлорида и винилацетата с различными добавками, необходимыми для придания пластмассе необходимых термомеханических свойств. Высокое качество смешения порошкообразных компонентов достигается использованием двухстадийных смесителей с горячим и холодным смешением.
В пресс-цехе в пресс подаётся разогретая порция винила с уже приклеенными сверху и снизу этикетками, которая под давлением до 200 атм растекается между двумя половинками пресс-формы и после остывания образует готовую грампластинку. Далее производится обрезка кромки диска, контроль и упаковка.
Первая грампластинка, изготовленная после установки на пресс никелевых матриц, а затем каждая специально отобранная из тиража, тщательно проверяются по размерным характеристикам и прослушиваются в специально оборудованных звуковых кабинах. Во избежание коробления все отпрессованные грампластинки проходят должную температурную выдержку, а перед упаковкой в конверт внешний вид каждой грампластинки проверяется дополнительно.
Поливинилхлорид (ПВХ), из которого изготавливают пластинки, «Гринпис» называет наиболее экологически опасным пластиком. Предлагается использование биопластика (пластинки из биопластика можно печатать на тех же прессах, что и обычные виниловые).
Также, использование вместо ПВХ других материалов. Например, в 2021 году нидерландский лейбл Blacklake Records выпустил два альбома («Limehouse to Lechlade» Дэмиана Уилсона и «A Handful of Memories» Адама Уэйкмана) на дисках из поликарбоната. Утверждается, что этот процесс на 60% менее энергозатратен, чем производство традиционного «винила».

### Обложка
Конверт грампластинки предназначен не только для сохранения диска, но и служит элементом его художественного оформления.
Особенное развитие обложка виниловой пластинки получила в 1960-е — 1970-е гг., когда оформление пластинок выделилось в отдельную сферу дизайна и художественного творчества, названную album cover art.

## Воспроизведение
Воспроизведение виниловых пластинок имеет ряд особенностей, связанных как с физической природой этого носителя, так и с техническими особенностями воспроизведения «винилового» звука и его усилением. Так, например, обязательным элементом для электрофонов с магнитной головкой звукоснимателя является усилитель-корректор (фонокорректор).

## Рынок грампластинок
Можно выделить два основных рынка грампластинок: первичный и вторичный.
В начале XXI века на первичном рынке основными покупателями являются диджеи и аудиофилы, предпочитающие музыку на аналоговых носителях. Именно темпы развития данного сегмента наиболее интересуют звукозаписывающие компании, его статистика представлена выше.
Дорогие коллекционные пластинки производятся на так называемом «тяжёлом» виниле, такая пластинка действительно тяжёлая и весит 180 граммов, такие пластинки обеспечивают больший динамический диапазон. Качество штамповки и самого материала таких пластинок выше, чем на обычном виниле.
Вторичный рынок представляет собой торговлю бывшим в употреблении винилом. В этом сегменте происходит торговля коллекционными экземплярами и частными коллекциями винила. В настоящее время стоимость особо раритетных пластинок может превышать несколько тысяч долларов.
Особым вниманием коллекционеров традиционно пользуются первые выпуски (first press) пластинок (за их считающееся лучшим звучание), а также пластинки, выпущенные ограниченным тиражом, различные коллекционные издания. Основными местами торговли являются интернет-аукционы, а также локальные магазины подержанного музыкального товара.
Так как сейчас значительная часть торговли ведётся через Интернет, и покупатель не может непосредственно оценить качество предлагаемого товара (от чего крайне существенно зависит как качество звучания, так и его цена), то продавцами и покупателями используются несколько различных систем оценки виниловых пластинок.

### Комментарии
1. ↑  т. е. с вращением описывающего её радиуса по часовой стрелке.
2. ↑  Впервые эта частота вращения грампластинки использована в 1926 году в системе звукового кино «Вайтафон». Были неудачные попытки коммерческого использования дисков с такой частотой вращения в начале 1930-х у RCA Victor и Columbia.